# خانواده سوئیسی رابینسون (فیلم ۱۹۶۰)
خانواده سوئیسی رابینسون (انگلیسی: Swiss Family Robinson) یک فیلم ماجراجویی آمریکایی محصول سال ۱۹۶۰ میلادی با بازی جان میلز، دوروتی مک‌گوایر، جیمز مک‌آرتور، جنت مونرو، تامی کرک و کوین کورکوران است. این دومین فیلم بلند بر اساس رمان خانواده سوئیسی رابینسون نوشتهٔ یوهان داوید ویس در سال ۱۸۱۲ بود که اقتباس قبلی توسط آرکی‌او پیکچرز در سال ۱۹۴۰ منتشر شد. این فیلم، اولین فیلم عریض والت دیزنی پیکچرز که با لنزهای پاناویژن گرفته شده است.